# Pantolyta marginalis
Pantolyta marginalis är en stekelart som först beskrevs av Jean-Jacques Kieffer 1909.  Pantolyta marginalis ingår i släktet Pantolyta, och familjen hyllhornsteklar. Arten är reproducerande i Sverige.